# オットヴァイラー
オットヴァイラー (独: Ottweiler) は、ドイツ連邦共和国南西部のザールラント州ノインキルヒェン郡にある市で、かつて同郡の郡庁所在地であった。ノインキルヒェンの北に約7km、ザールブリュッケンの北東25kmほどのブリース川(Blies)沿いに位置する。
4.5%のビールであるOttweiler Pilsの産地である。

## その他
オットヴァイラーは磁器でも知られている。